# 밀교
밀교(密敎 · Esotericism · Esoterism) 또는 비교(秘敎)는 크게 다음 두 가지의 기본적인 의미를 가진 낱말이다.
- 사전적인 정의에 따르면, 밀교는 내적인 또는 숨겨진 견해, 믿음 또는 가르침을 뜻한다.[1] 이 경우, 영어의 에서테리시즘(Esotericism · 밀교)은 내부를 뜻하는 고대 그리스어 에소(ἔσω esô[*])의 합성어인 에소테리코스(ἐσωτερικός esôterikos[*])에서 유래한 낱말이다. 이에 따라 밀교는 "더 내적인 것"과 "신비적인 것"을 의미하게 되었다. 사전적 정의의 밀교의 반대말은 현교(顯敎 · Exotericism)로, 외적인 또는 드러난 견해, 믿음 또는 가르침을 뜻한다.

- 학술 문헌에서 밀교라는 낱말은 역사적으로 서로 관련이 있었던 여러 종교적 · 철학적 운동들을 통칭할 때 사용된다. 동양의 밀교로는 불교의 밀교와 힌두교의 우파니샤드 등이 있다.[2] 서양의 밀교로는 점성술, 연금술, 마이스터 에크하르트 · 요한네스 타울러(Johannes Tauler) · 헨리코 수소(Henry Suso)의 기독교 신비주의(Christian mysticism), 야콥 뵈메(Jacob Böhme)와 그의 지지자들의 기독교 신지학(Christian Theosophy), 일루미나티 운동(Illuminism), 메스머리즘(Mesmerism), 마법, 장미십자회, 스웨덴보르그주의(Swedenborgianism), 심령주의(Spiritualism), 헬레나 블라바츠키(Helena Blavatsky)와 그녀의 지지자들의 신지학(神智學 · Theosophy) 운동, 루돌프 슈타이너(Rudolf Steiner)의 인지학(人智學 · Anthroposophy) 운동, 골든 돈(Golden Dawn)을 비롯한 헤르메스주의 운동 등이 있다. 이 운동들 모두가 "내적 지향(inwardness)" · 신비주의 · 오컬티즘 · 비밀엄수주의를 결정적으로 중요한 특성으로 가지는 것은 아니기 때문에, 이들 운동들을 하나로 묶을 수 있는 공통 요소에 관해서는 이견이 존재한다.

사전적 정의에 따를 때, "밀교적(Esoteric)"이라는 낱말은 소수로 구성된 그룹, 특별한 비전적 입문을 통과한 사람들, 또는 흔치 않은 특별한 관심을 가진 사람들에 의해서만 이해되고 공유되는 정보를 가리킬 때 사용되는 것으로 정의되고 있다. "밀교(Esotericism)"라는 낱말은 비밀한 교의를 가진 것, 지식을 소수로 이루어진 그룹에게만 제한하는 것, 또는 특별하고 흔치 않은 특성을 가진 사항들에 대한 관심을 의미한다.